# Saropogon mellipes
Saropogon mellipes là một loài ruồi trong họ Asilidae. Saropogon mellipes được Bromley miêu tả năm 1934. Loài này phân bố ở vùng Tân nhiệt đới.